# بابا غنجة
بابا غنجة هي قرية في مقاطعة أرومية، إيران. يقدر عدد سكانها بـ 9 نسمة بحسب إحصاء 2016.